# Kumano Kodo

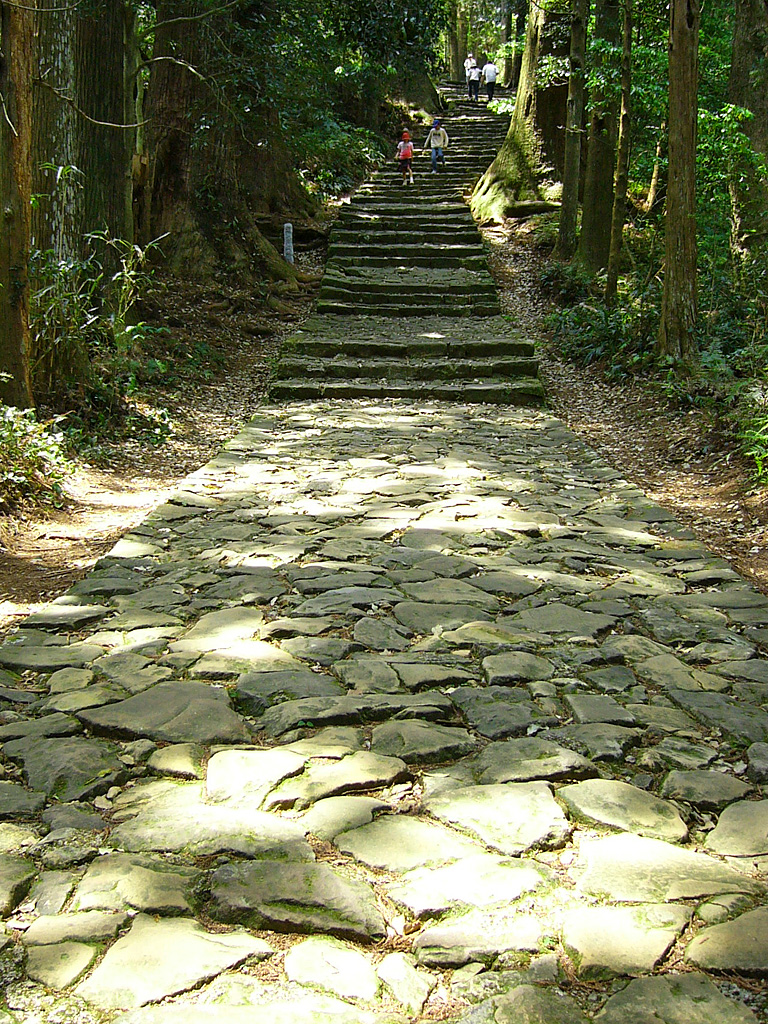
Daimonzaka

El Kumano Kodo (en japonés: 熊野古道) también conocido como el Camino de Kumano, es una red de caminos que conectan los tres grandes santuarios conocidos grupalmente como Kumano Sanzan. Es además uno de los caminos de peregrinación más famosos de Japón, equivalente al Camino de Santiago de Compostela en España; ambos caminos son las dos únicas rutas de peregrinación consideradas como Patrimonio de la Humanidad por la UNESCO. Este camino es muy conocido por su gran belleza, los paisajes que ofrecen las rutas, con gran vegetación y montañas y sobre todo por la gran espiritualidad que transmite el completar el camino en cualquiera de los santuarios. Gran fama también tienen las espectaculares escaleras de piedra rodeadas de vegetación llamadas Daimonzaka.

## Ubicación

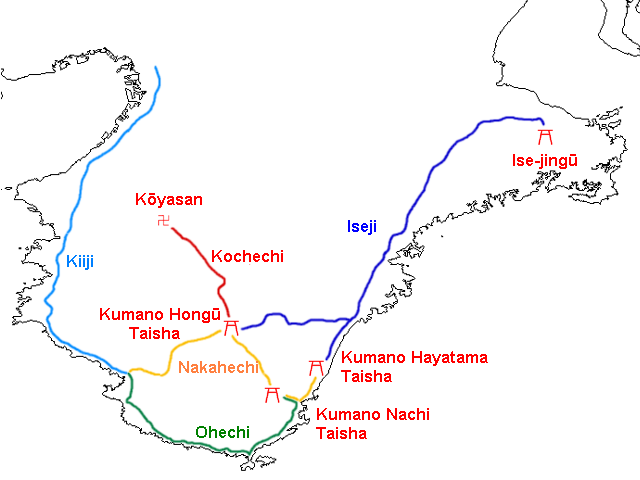
Kumano Kodo

El Kumano Kodo se encuentra en el medio de la isla principal de Japón, Honshu, se encuentra en la región de Kansai, exactamente en la península de Kii, una de las penínsulas más grandes de la isla de Honshu en Japón, con una superficie de 9.900 km². Parte de esta península se encuentra en la prefectura de Wakayama. La ruta se puede iniciar desde Kioto u Osaka.
Esta red de caminos conecta los tres grandes santuarios de Kumano, conocidos en conjunto como Kumano Sanzan: el santuario Hongu Taisha de Hongu ubicado en Tanabe y cerca de cascada Nachi, el santuario Hayatama Taisha de Shingu y el santuario Nachi Taisha de Nachi. 
Debido a la gran expansión de la península Kii por donde se encuentran distribuidos los diferentes santuarios, lo más normal es utilizar el tren desde las ciudades de Kioto u Osaka hasta llegar a la zona de Wakayama para realizar el Kumano. Todos los caminos Kumano Kodo conducen a un mismo destino, conducen al Gran Santuario con un Gongen de Kumano.

## Historia
Con más de mil años de antigüedad el Kumano Kodo esconde muchísima historia, los manuscritos japoneses más antiguos lo definen como un lugar sagrado del sintoísmo, religión autóctona del país.

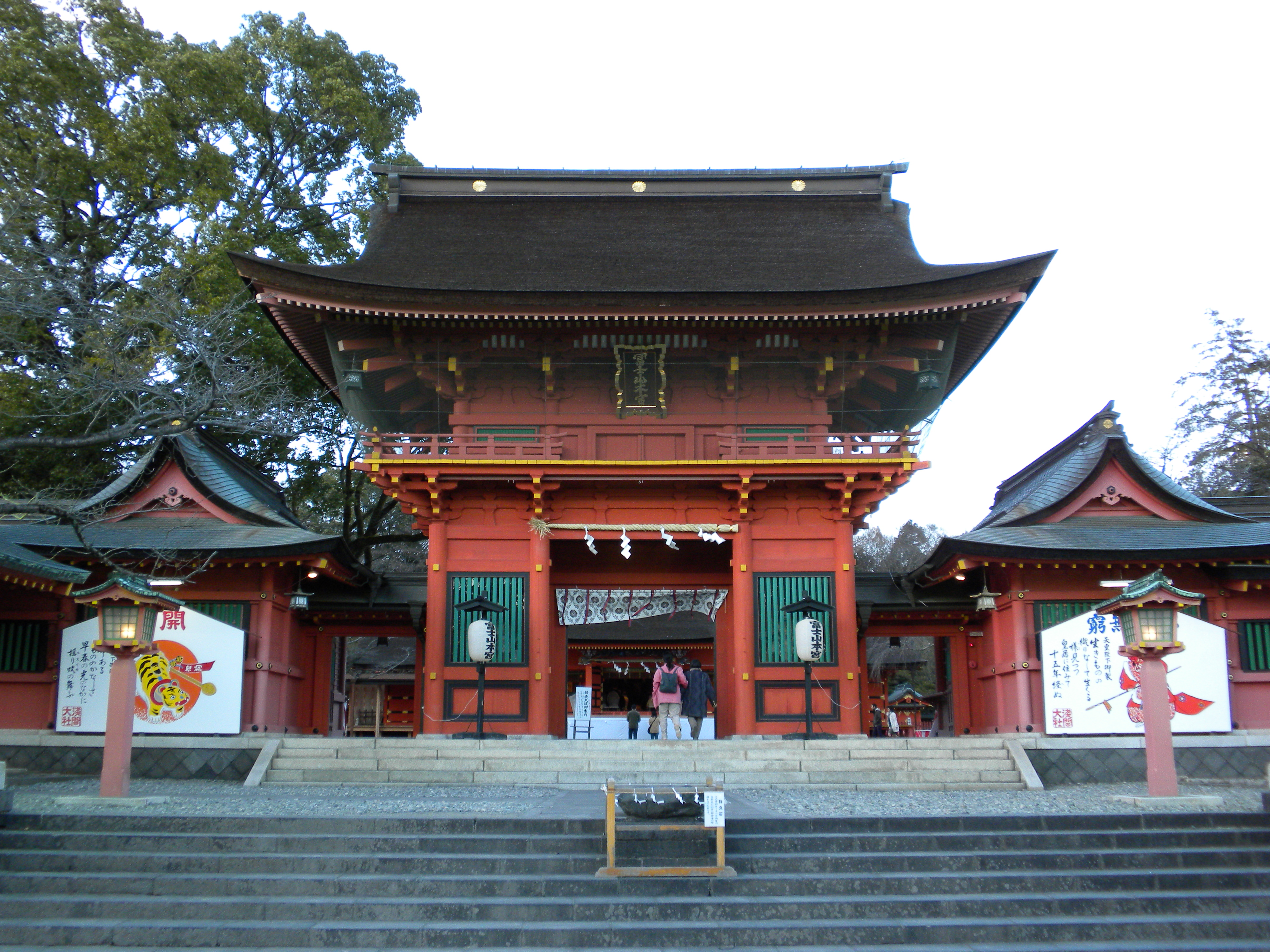
Hongu Taisha

Durante el período Heian (794-1185) se dice que los emperadores peregrinaban hasta estos templos dos veces en su vida. En las áreas sagradas de la Península de Kii se encuentran los ya mencionados templos de Hongu, Shingu y Nachi, colectivamente conocidos como Kumano Sanzan. A lo largo de la marcha desde Kioto los soberanos efectuaban paradas para realizar ceremonias de danza, poesía y baños rituales en los ríos.
En el año 1052, empezó el periodo mappo, marcado por una serie de catástrofes naturales, dictaduras y guerras. El emperador Fujiwara peregrinó al santuario Hongu Taisha para venerar a los kami, en busca de paz y poder estabilizar el país. Siglos más tarde muchos japoneses siguieron su ejemplo y emprendieron el mismo camino, por ello estos caminos fueron diseñados para tener una experiencia religiosa.
Las monjas de Kumano Bikuni realizaron una importante labor durante los siglos XVI al XVII difundiendo la fe de Kumano por todo Japón.
En el siglo XIX Japón se abrió al mundo exterior. El nuevo gobierno tomó medidas extremas para controlar las religiones y emitió el Decreto de separación del Sintoísmo y el Budismo. Se prohibió el sincretismo Shinto-Budista y miles de templos fueron destruidos.

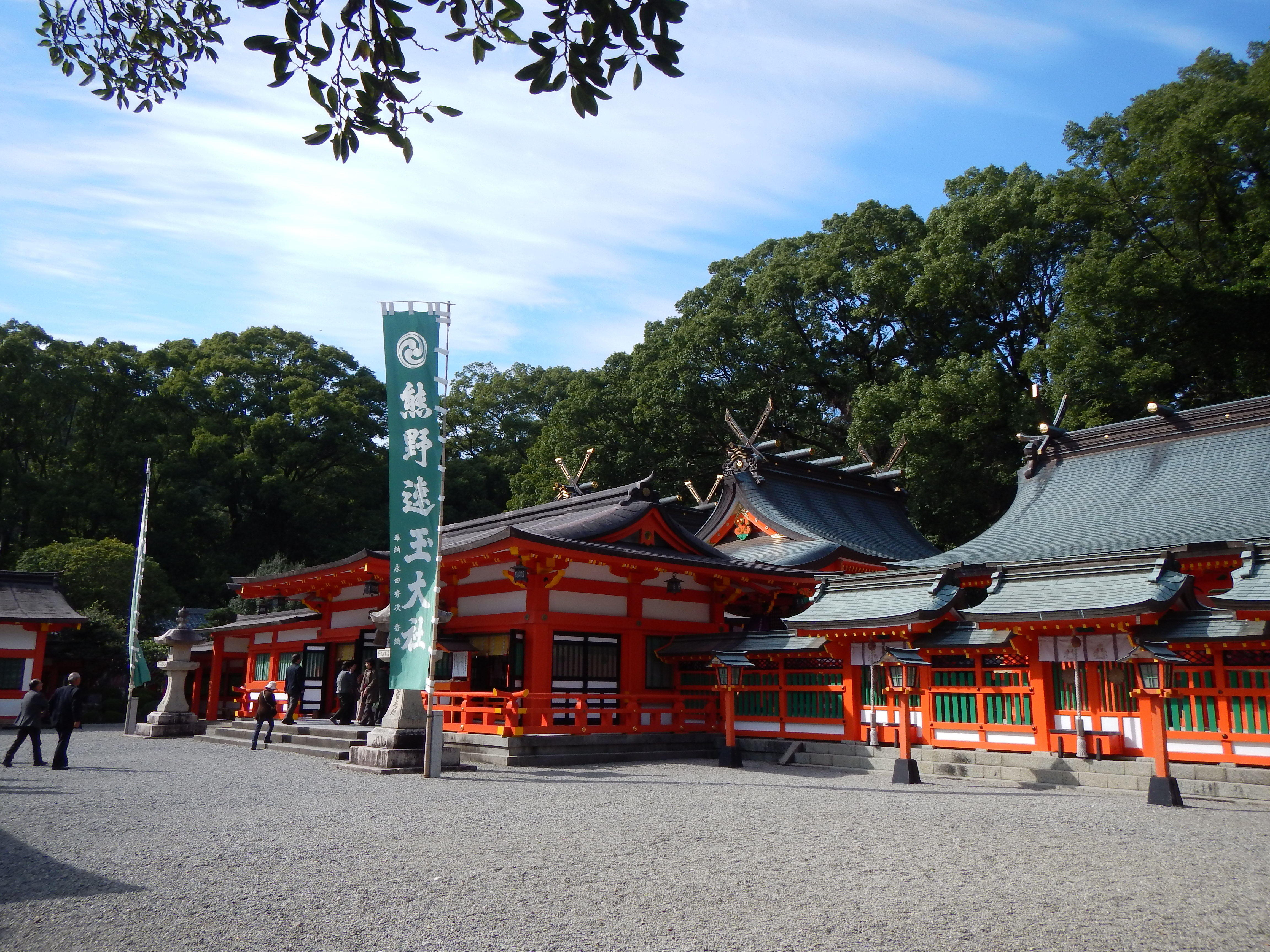
Hayatama Taisha

A principios del siglo XX el gobierno creó leyes de preservación cultural, a pesar de ello hubo en el periodo de la Segunda Guerra Mundial una fuerte caída de peregrinaciones.

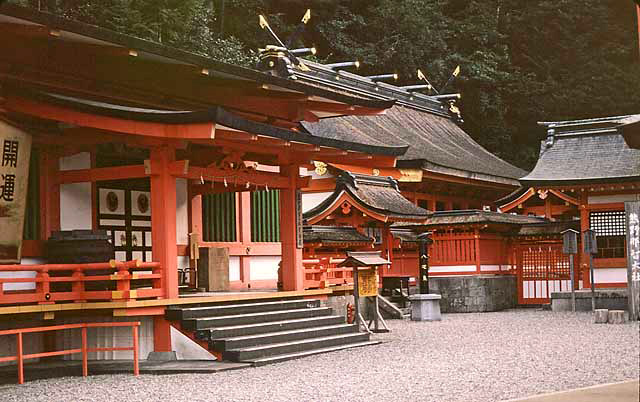
Nachi Taisha

A finales de los años 90 se registró un aumento de peregrinos que usaban los antiguos senderos y en 2004 se registró la zona como Patrimonio de la Humanidad por la UNESCO, como "Sitios sagrados y rutas de peregrinación de los montes Kii", abarcando un área de 495,3 ha protegidas y un área de respeto de 1.137 ha, repartidas por toda la península de Kii.
El símbolo de la zona de Kumano es el cuervo sagrado de tres patas Yatagarasu. Se cree que estos cuervos sagrados son los mensajeros de los dioses, además de que sus tres patas simbolizan los tres clanes de la región: Ui, Suzuki y Enomoto. Es también el cuervo símbolo de la Asociación japonesa de fútbol (JFA).
El Camino de Santiago de Compostela y los caminos de Kumano Kodo se encuentran hermanados, dando lugar a la Dual Pilgrim, iniciativa que reconoce con un sello a la persona que ha completado ambos caminos. Ambos caminos gozan de una distinción única respecto a otros caminos, ya que son los únicos reconocidos por la UNESCO y destacan por su gran belleza y espiritualidad.

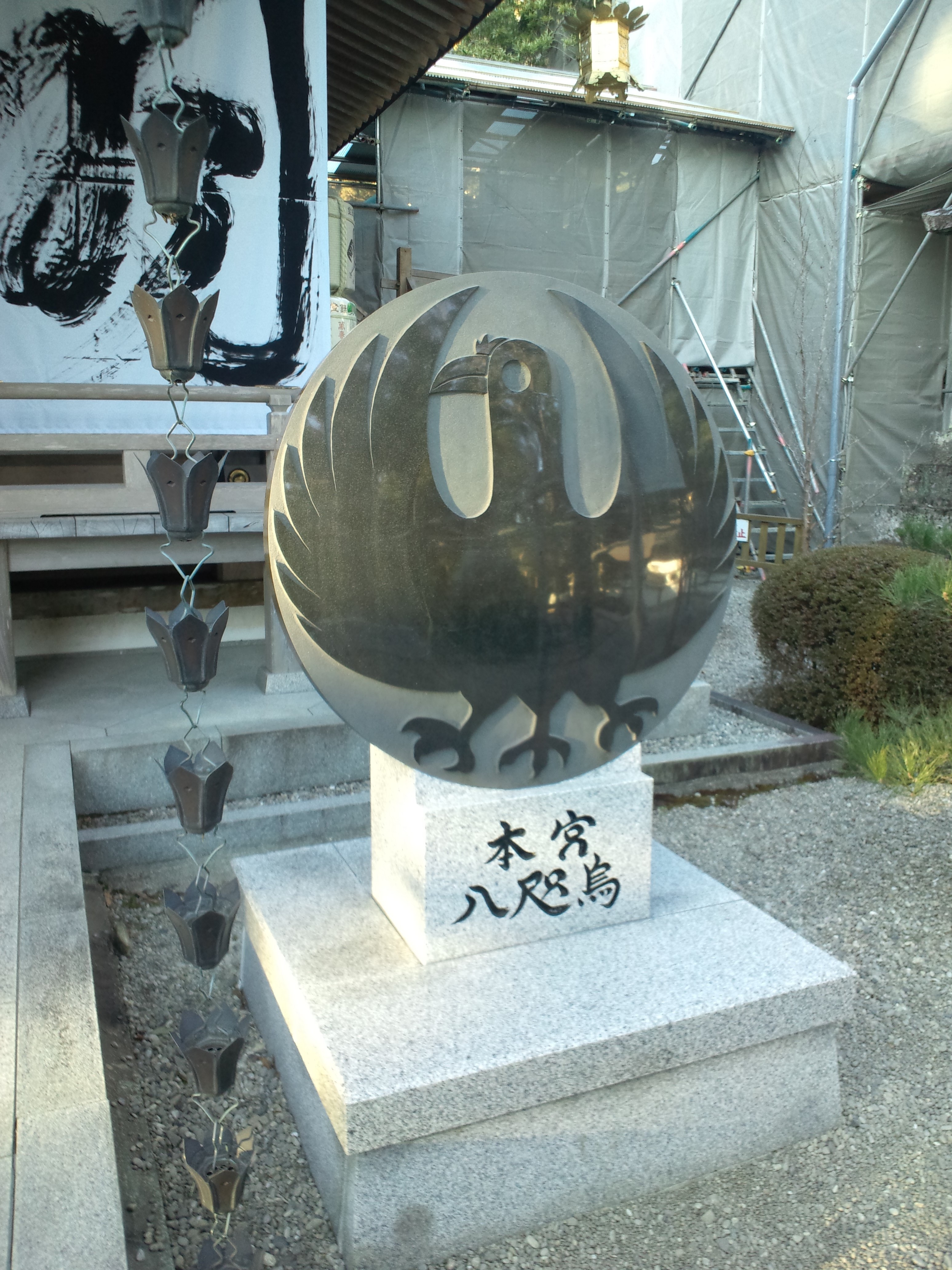
Yatagarasu

## Rutas
Ruta Nakahechi, es una de las rutas más populares del camino Kumano, recibe el nombre de "Ruta Imperial", ya que entre los siglos X y XI fue utilizada por la corte japonesa y la familia imperial. Esta ruta lleva hasta el centro de la Península Kii, el comienzo de la ruta lo marca el Takijiri-oji, desde aquí la ruta se expande unos 38 kilómetros hasta el santuario Kumano Hongu Taisha.
Ruta Kohechi, también llamada "Ruta del Koyasan", conecta la zona de Kumano con el monte Koya, esta ruta es una de las más complicadas no solo por sus múltiples cambios de nivel, con más de 1.000 metros de altura sino por su larga distancia (70 km).
Ruta Iseji, o "Ruta Ise", conecta la zona de Kumano con el santuario más importante de Japón, el santuario de Ise en la zona de Mie, es una ruta muy popular gracias a su gran belleza.
Ruta Omine Okugake, o "Ruta de Yoshino-Omine". Al igual que el camino de Koyasan es una ruta de gran dificultad debido a los grandes desniveles y la distancia de 170 kilómetros. Es extremadamente popular para realizar las prácticas ascéticas. La tradición Shugendo combina sintoísmo, budismo esotérico, taoísmo y costumbres populares cuyos practicantes son los yamabushi, guías de las montañas.
Ruta Ohechi, o "Ruta de la Costa", conectaba entre los siglos X y XV la ciudad de Tanabe con el templo Fudarakusan-ji, cerca del santuario Nachi Taisha.